# Maureen Tranter
Maureen Dorothy Tranter, później Taylor i Carter (ur. 7 maja 1947 w Bilston) – brytyjska lekkoatletka, sprinterka, medalistka igrzysk Imperium Brytyjskiego i Wspólnoty Brytyjskiej, olimpijka. Na igrzyskach Imperium Brytyjskiego i Wspólnoty Brytyjskiej reprezentowała Anglię, a na pozostałych imprezach międzynarodowych Wielką Brytanię.

## Kariera sportowa
Odpadła w eliminacjach biegu na 400 metrów na europejskich igrzyskach halowych w 1966 w Dortmundzie.
Zdobyła srebrny medal w sztafecie 4 × 110 jardów (która biegła w składzie Daphne Staler, Janet Simpson, Jill Hall i Tranter), a także odpadła w półfinałach biegów na 100 jardów i na 220 jardów na igrzyskach Imperium Brytyjskiego i Wspólnoty Brytyjskiej w 1966 w Kingston. Zajęła 6. miejsce w sztafecie 4 × 100 metrów i odpadła w półfinale biegu na 200 metrów na mistrzostwach Europy w 1966 w Budapeszcie.
24 sierpnia 1968 w Londynie ustanowiła rekord świata w sztafecie 4 × 200 metrów czasem 1:33,8 (sztafeta brytyjska biegła w składzie: Tranter, Della James, Simpson i Val Peat).
Na igrzyskach olimpijskich w 1968 w Meksyku zajęła 7. miejsce w 4 × 100 metrów i odpadła w eliminacjach biegu na 200 metrów, a na igrzyskach Brytyjskiej Wspólnoty Narodów w 1970 w Edynburgu zajęła 5. miejsce w biegu na 200 metrów i odpadła w eliminacjach biegu na 400 metrów.
Była wicemistrzynią Wielkiej Brytanii (AAA) w biegu na 220 jardów w latach 1965–1967, w biegu na 200 metrów w 1968 i 1970 oraz w biegu na 400 metrów w 1972, a także brązową medalistką w biegu na 100 jardów w 1966. W hali była mistrzynią w biegu na 220 jardów w 1966, wicemistrzynią w biegu na 60 jardów w 1965, w biegu na 220 jardów w 1967, w biegu na 200 metrów w 1968 i w skoku w dal w 1965 oraz brązową medalistką w begu na 60 metrów w 1967, w biegu na 400 metrów w 1971 i w skoku w dal w 1964.
Rekordy życiowe Tranter:
- bieg na 100 jardów – 10,6 s (7 września 1968, Birmingham)
- bieg na 100 metrów – 11,6 s (11 czerwca 1966, Birmingham)
- bieg na 200 metrów – 23,58 s (7 października 1968, Meksyk)
- bieg na 400 metrów – 54,06 (1972)